# 石川竜太郎
石川 竜太郎（いしかわ りゅうたろう、1990年6月3日 - ）は、日本の俳優、タレントである。本名同じ。
茨城県出身。フリップアップ所属。クアラルンプール日本人学校（小学校）、日本体育大学体育学部社会体育学科卒業。

## 人物
特技は硬式テニス、ピアノ演奏、アニメ評論、殺陣、英語。
中学校教諭一種免許状（保健体育）、高等学校教諭一種免許状（保健体育）、柔道初段、普通自動車免許、NAUIスクーバダイバーCカード（スキューバダイビング）の資格を持つ。現在活動休止中。

## 出演
ドラマ
- 実況される男（2016年、CX）
- 帰ってきた家売るオンナ（2017年、NTV金曜ロードSHOW!特別ドラマ企画）
- カンナさーん!（2017年、TBS）
- 刑事ゆがみ（2017年、CX）
- 凪のお暇（2019年、TBS）
- 大河ドラマ 青天を衝け（2021年、NHK） - 須永才三郎 役
- ナンバMG5 第2話（2022年4月27日、フジテレビ） - 市松高校生 役

舞台
- Identity V STAGE Episode1（2019年11月29日～12月8日、サンシャイン劇場）- 泥棒／クリーチャー・ピアソン 役
- 実弾生活アナザーvol.2「ヘルポエマー桜子」（2019年12月26日～12月30日、シアターグリーン BIG TREE THEATER）
- 黒と白-purgatorium-（2020年2月19日～2月23日、日本青年館ホール）- 暴食／ベルゼブブ 役
- ～バッキャローシリーズ第6弾～ Askプロデュースvol.24　「暁のバッキャロー！！」～東京タワーを造った男たちの物語～ ＜後編＞（2020年3月25日～3月30日、シアターグリーン BIG TREE THEATER）
- Identity V STAGE Episode3（2020年9月10日～9月18日、TACHIKAWA STAGE GARDEN）- 泥棒／クリーチャー・ピアソン 役
- 2.5次元ダンスライブ「ALIVESTAGE」Episode 3「SCHOOL REVOLUTION Hello 神さま 僕はここにいる！」（2020年10月29日 - 11月8日、ヒューリックホール東京） - 堺秀夫 役
- 黒と白 -purgatorium- ad libitum（2020年11月27日～12月6日、ヒューリックホール東京）- 暴食／ベルゼブブ 役
- Identity V STAGE Episode2（2021年3月24日～4月1日、TACHIKAWA STAGE GARDEN）- 泥棒／クリーチャー・ピアソン 役
- 黒と白 -purgatorium- amoroso（2021年6月30日(水)～7月4日(日)、東京ドームシティ シアターGロッソ）- 暴食／ベルゼブブ 役
- 宿り木プロデュース公演第1回「あi」（2022年10月18日 - 23日、新宿シアターブラッツ）

CM
- XFLAG モンスターストライク「4周年モンスト？知るかよ！」モンストラックアウト篇  (2018年）
- レイコップ・ジャパン「妄想掃除」編  (2018年）
- バンダイミニ四駆超速グランプリ(2022年)

インターネット番組
- ドラゴンクエストX TV（2014年 - 、ニコニコ生放送）ドラゴンクエストX 第2期初心者大使